# NGC 930
NGC 930 è la designazione del New General Catalogue che si riferisce ad un oggetto celeste considerato inesistente. L'annotazione era stata fatta il 26 ottobre 1872 dall'astronomo britannico Ralph Copeland relativamente agli oggetti celesti osservati nella costellazione dell'Ariete.  Le altre osservazioni effettuate da Copeland nella stessa serata corrispondono ad oggetti realmente esistenti e tutti posizionati nelle vicinanze di NGC 932. Alle coordinate indicate per NGC 930 non è però presente alcun oggetto.
La posizione esatta del presunto oggetto differisce a seconda dei vari autori. Seligman lo posiziona a est di NGC 932, mentre il database NASA/IPAC lo posiziona a ovest. Il sito SIMBAD identifica NGC 930 con NGC 932.